# Església parroquial de Sant Lluís
L'església parroquial de Sant Lluís és una Església blanca d'estil neoclàssic situada al poble menorquí de Sant Lluís, dissenyada per l'arquitecte i enginyer francés Antoine d'Allemand i construïda al segle xviii per a honorar el rei francès per la seva ocupació de Menorca.

## Història
El diumenge de Pasqua de Resurrecció de 1756 desembarcaren en la platja de Santandria dotze mil soldats francesos al servei del mariscal de França Duc de Richeliu, transportats en una poderosa flota per l'almirall Galissonnière. Després d'un contenciós, que durà uns quants anys, entre els francesos i els propietaris rurals menorquins, que reclamaven els seus drets damunt la garriga de Binifadet, els francesos van començar a construir en aquest indret l'església de Sant Lluís, en honor del seu rei, Lluís IX, el 1761. Conservem els dibuixos de la construcció de l'edifici, datats de 1761 i fets per Giuseppe Chiesa, pintor d'origen italià instal·lat a Maó. A l'inici de 1762, la cort francesa autoritzà al governador de l'illa, el Comte de Lannion, la parcel·lació dels terrenys adjacents al temple (terrenys que esdevindrien el poble de Sant Lluís) per a la construcció d'habitatges, i així satisfeia la petició dels habitants de la zona.
L'any 1763, a causa del Tractat de París, els francesos van haver d'abandonar l'illa i els quedà per acabar el presbiteri, la sagristia i el campanar. Les obres van quedar paralitzades fins al 1782, que es van reprendre. El 1783 es va concloure el campanar i el temple fou beneït.
El campanar actual data de 1884 i fou dissenyat pel Bisbe Mercader. Presentava les escultures dels quatre evangelistes, però van ser destruïdes el 1936, durant la Guerra Civil d'Espanya, igual que el llenç "Sant LLuís venerant a la verge" del pintor francès Le Sueur i que havia estat regal del Duc de Richelieu, renebot del famós cardenal del mateix nom.

## Arquitectura
La façana presenta un frontó amb l'escut d'armes del Regne de França i un pòrtic amb tres arcs de mig punt, dels que només a través de l'arc central s'accedeix a l'interior del temple. Damunt de la porta principal hi ha una escultura del rei Lluís, de recent creació, ubicada en l'interior d'una capelleta rematada amb la creu de Tau, atribut de Sant Antoni Abat, antic sant patró del poble. A sobre d'aquest arc s'hi troben dos personatges relacionats amb la fundació del poble: el comte de Lannion i l'intendent Antoine de Causan, qui dibuixà el plànol del futur poble. També hi ha la inscripció en llatí gravada pels francesos i que recorda la fundació del temple: Divo Ludovico sacrumdedicavere galli an MDCCLXI (L'església fou dedicada en 1761 pel diví Ludovic pel culte dels francesos).
El temple és d'una sola nau, amb volta de creuat simple, i té tres capelles laterals intercomunicades de planta rectangular, que s'obren cap a l'interior de la nau. L'interior del temple presenta un atri, amb els escuts del Bisbe de Mallorca, Bernat Despuig i Cotorner, i del Bisbe de Menorca, Pere Antoni Juano. Damunt d'aquest atri s'aixeca el cor, construït l'any 1805. En la clau de l'arc d'aquest cor, que s'obre cap a la nau, s'hi troba un altre escut d'armes d'un senyor francès. L'altar major, precedit per un arc triomfal de mig punt, conté dues talles: la primera representa a Crist crucificat i la segona al rei Lluís IX de França, sant titular de l'església.
El campanar, de 31,5 metres de pujada, presenta dos cossos, el primer de planta quadrada, a on estan situades les campanes i que finalitza amb una balustrada, i l'altre de planta octogonal, amb quatre vans i damunt de dos del mateixos apareix escrit el tetragramaton, és a dir, el nom de Déu en llengua hebrea.